# Landeskommando Baden-Württemberg
Das Landeskommando Baden-Württemberg (LKdo BW) in Stuttgart ist seit 2007 die oberste territoriale Kommandobehörde der Bundeswehr in diesem Bundesland. Das Landeskommando ist dem Operativen Führungskommando der Bundeswehr in Berlin unterstellt und erster Ansprechpartner der Landesregierung von Baden-Württemberg im Rahmen der zivil-militärischen Zusammenarbeit. 
Bis Januar 2013 war es dem Wehrbereichskommando IV, von Februar 2013 bis September 2022 dem Kommando Territoriale Aufgaben der Bundeswehr und von Oktober 2022 bis März 2025 dem Territorialen Führungskommando der Bundeswehr unterstellt. Die fachliche Ausbildung des Personals erfolgt weitgehend über das Kommando Zivil-Militärische Zusammenarbeit (KdoZMZBw), welches auch Personal abstellt.

## Auftrag
- Das Landeskommando ist der erste Ansprechpartner und führt die vier Bezirksverbindungskommandos in den jeweiligen Regierungsbezirken und 44 Kreisverbindungskommandos in den jeweiligen Landratsämtern bzw. Stadtverwaltungen, welche ausschließlich mit Reservisten besetzt sind und dort ihre zivilen Gegenüber beraten. Dies dient der Planung, Vorbereitung und Koordination von Amts- und Katastrophenhilfe. Hinzu kommen weitere Verbindungskommandos zu der Schweiz, Frankreich und zum Innenministerium.
- Es fasst Unterstützungsanforderungen zusammen, bewertet diese und legt sie aufbereitet dem Operativen Führungskommando der Bundeswehr vor.
- Es bereitet die Aufnahme und den Einsatz der Bundeswehrkräfte in Abstimmung mit dem verantwortlichen zivilen Katastrophenschutzstab vor und koordiniert deren Einsatz nach den Vorgaben und Prioritäten der zivilen Seite und verfügt so über ein militärisches Lagebild der eingesetzten und noch verfügbaren Bundeswehrkräfte.
- Koordination von Host Nation Support, gemäß NATO-Truppenstatut im Bundesland Baden-Württemberg.
- Koordination der Presse- und Öffentlichkeitsarbeit der Bundeswehr der einzelnen Teilstreitkräfte und Organisationsbereiche sowie der Wehrverwaltungen und des Bereiches Rüstung im Bundesland.
- Beratung der übenden Truppe in landesspezifischen Umweltschutzfragen.
- Fachliche Führung der Standortältesten.

## Wappen
Das interne Verbandsabzeichen des Landeskommandos zeigt das Eiserne Kreuz und drei schwarze Löwen des Wappens Baden-Württembergs auf dessen Landesfarben Schwarz und Gold ab.

## Organisation

### Kommandeure
| Dienstgrad, Name                | Dienstzeit |
| ------------------------------- | ---------- |
| Oberst Franz Arnold             | 2007–2011  |
| Oberst Michael Kuhn             | 2011–2014  |
| Oberst i. G. Christian Walkling | 2014–2020  |
| Oberst Thomas Köhring           | 2020–2024  |
| Kapitän zur See Michael Giss    | seit 2024  |

### Unterstellte Einheiten
| Einheit                               | Abkürzung              | Standort(e)                                        | Patenverband |
| ------------------------------------- | ---------------------- | -------------------------------------------------- | ------------ |
| Stab Landeskommando Baden-Württemberg | LKdo Baden-Württemberg | Stuttgart                                          |              |
| 4 Bezirksverbindungskommandos         | BVK                    | Freiburg, Karlsruhe, Stuttgart, Tübingen           |              |
| 44 Kreisverbindungskommandos          | KVK                    | in allen 35 Landkreisen sowie allen 9 Stadtkreisen |              |